# 费希尔斯 (印第安纳州)
费希尔斯（英語：Fishers）是一個位於美國印第安納州漢密爾頓縣的城市。

## 人口
根據2010年美國人口普查的數據，费希尔斯的面積為97.60平方千米，當中陸地面積為91.81平方千米，而水域面積為5.79平方千米。當地共有人口76,794人，而人口密度為每平方千米786.82人。